# In den Ouden Vogelstruys
In den Ouden Vogelstruys, ook wel (In) de(n) Vogelstruys, de Struys of de Struisvogel, is een café in het centrum van de Nederlandse stad Maastricht. De horecagelegenheid is wellicht het bekendste café van Maastricht, werd jarenlang beschouwd als het oudste café van de stad en presenteert zichzelf daarnaast als "de huiskamer van Maastricht". Het is gevestigd in een monumentaal pand op de hoek van het Vrijthof en de Platielstraat. Het pand is sinds 1966 een rijksmonument.

## Geschiedenis

### Voor 1730

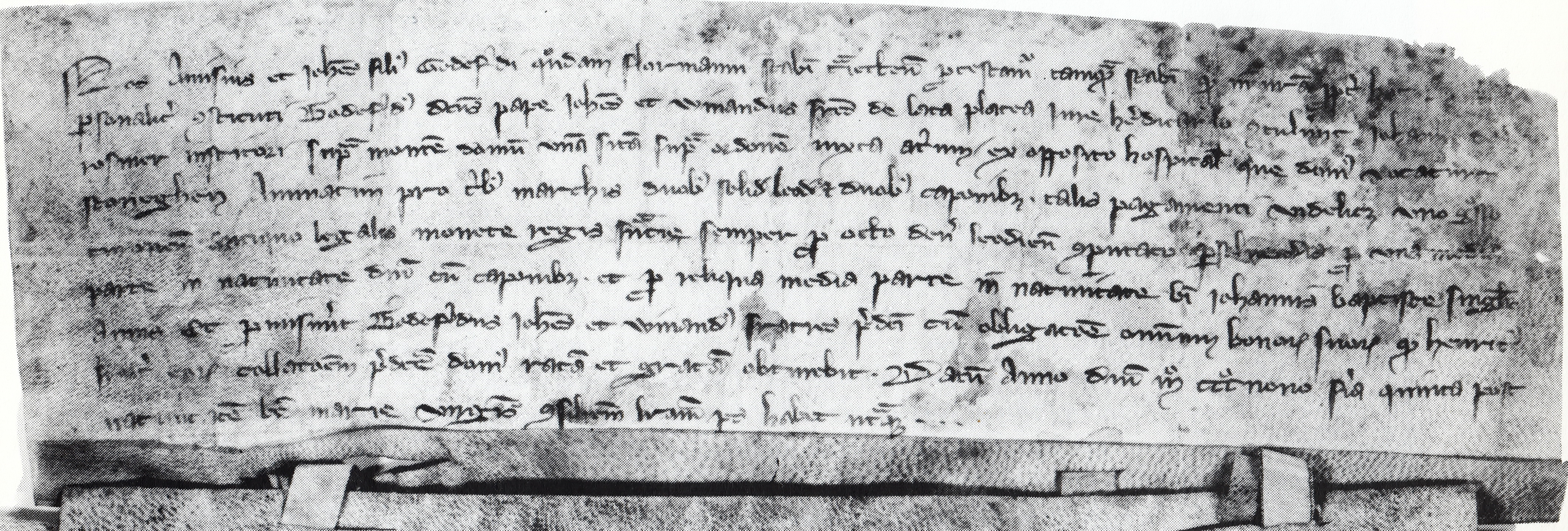
Oudste vermelding van het pand, 1309

Het pand op de hoek van het Vrijthof en de Platielstraat wordt voor het eerst vermeld in een schepenbrief van het Sint-Servaaskapittel, gedateerd 11 september 1309. Het pand werd omschreven als een "stenen huis" op de hoek van het Vrijthof tegenover het Sint-Servaasgasthuis. Eigenaar was ene ridder van "Schonecghen" (Schonegge of Schöneck, afkomstig uit Boppard in de Hunsrück), die blijkbaar relaties had met het kapittel van Sint-Servaas. In 1414 wordt het pand genoemd als "voormalig huis van Schonegge".
De huisnaam "de Struys" wordt voor het eerst genoemd in 1474. De eigenaar van het pand is dan Peter in den Stroys. Het is niet duidelijk of het pand naar hem genoemd is, of andersom. Op twee zeventiende-eeuwse tekeningen, die kort na elkaar gemaakt zijn in 1669 en 1671, is de Struys te zien in zijn toenmalige gedaante: een groot hoekpand van waarschijnlijk vier verdiepingen met een hoog opgaand dak en een vakwerk- of houten gevel. De gevel kraagde naar boven toe uit, waardoor de hogere verdiepingen, vergeleken met de begane grond, misschien wel een meter uitstaken en het pand leek over te hellen. Op de tekening van Josua de Grave uit 1669 is op de hoek een uithangteken te zien in de vorm van een vogel, waarschijnlijk een struisvogel.
| |  |  |
| Tweemaal de zuidoosthoek van het Vrijthof met het Sint-Servaasgasthuis (op beide tekeningen rechts) en de voorloper van de Vogelstruys (hoekpand). Tekening links: Josua de Grave, 1669; rechts: Valentijn Klotz?, 1671 |  |  |

### 1730-1900
Begin achttiende eeuw was Melchior Partouns, lid van het kremersambacht, eigenaar van de Vogelstruys. Bij zijn dood in 1715 liet hij nogal wat schulden achter. Het pand werd in 1727 openbaar verkocht, waarna zijn schoonzoon, de in Visé geboren Bartholomeus Risack, voor 4.400 gulden de nieuwe eigenaar werd. Drie jaar later sloot Risack een lening van 2.000 gulden af met kanunnik Theodorus Vaes van het Sint-Servaaskapittel om het pand te kunnen verbouwen. Risack liet de twee zolderverdiepingen slopen en verving de gevels van hout of vakwerk door baksteen. De huidige gevelsteen met het jaartal 1730 dateert van deze verbouwing.
In de negentiende eeuw werd het pand gesplitst bewoond, met twee aparte ingangen ter plekke van het meest linkse en rechtse venster in de huidige gevel. Bewoners waren onder anderen een arts, een betaalmeester, een accijnsmeester, een rentenier en een winkelierster. Van een horecafunctie is waarschijnlijk pas vanaf 1840 sprake, toen de weduwe Schiffelers-Thijssen er een koffiehuis had. Omstreeks 1860 is het pand vermoedelijk eigendom geworden van de bierbrouwerij Marres.

### Na 1900
Begin twintigste eeuw was op het adres Vrijthof 15 café "de Struisvogel" van uitbater Laurent Verheijde gevestigd. In februari 1908 zocht eigenaar Marres een nieuwe huurder. Twee maanden later opende Nicolaas Hoen er zijn "nieuw gerestaureerde" café-restaurant "de oude Struisvogel". Twee jaar later adverteerde hij als hotel en café-restaurant "Den ouden Vogelstruys", maar onder de uitbaters Harie Schijlen (vanaf circa 1920) en Guillaume Lebens (vanaf 1936) bleef de naam "Struisvogel" nog tot de jaren 1940 in gebruik.
In de jaren 1950 werd het café uitgebaat door Ben en Joke van den Maagdenberg. In 1959 werd er het laatste glas Marres bier getapt, omdat die typisch Maastrichtse brouwerij ophield te bestaan. Sinds die tijd wordt er Brand bier getapt. In 1980 werd, enigszins discutabel, op grootse wijze het 250-jarig bestaan gevierd. In hetzelfde jaar verscheen in de serie Maastrichts Silhouet het boekje De Vogelstruys. In 1981 werd in het café het Struyskommitee opgericht, dat vooral bekendheid kreeg door het vanaf 1982 op het Vrijthof plaatsvindende eetfestijn Preuvenemint. Uitbater in deze periode, tevens initiatiefnemer van het Struyskommitee en ook wel 'Mister Preuvenemint' genoemd, was Bèr Schiffeleers. In 1995 werd het pand gerestaureerd, waarbij de zijgevel aan de Platielstraat deels moest worden herbouwd. In 1996 werd een herinneringsplaquette van de hand van Appie Drielsma aan deze gevel onthuld. In hetzelfde jaar eindigde In den Ouden Vogelstruys op nummer 1 in de Misset Horeca Café Top 100. In 2001 droegen Ben en Sandra Schiffeleers het café over aan Henri Hochstenbag. Deze breidde in 2019 de zaak uit met een brasserie in het naastgelegen pand Vrijthof 14, waarbij de terrassen aan het Vrijthof werden samengevoegd tot circa 150 stoelen.

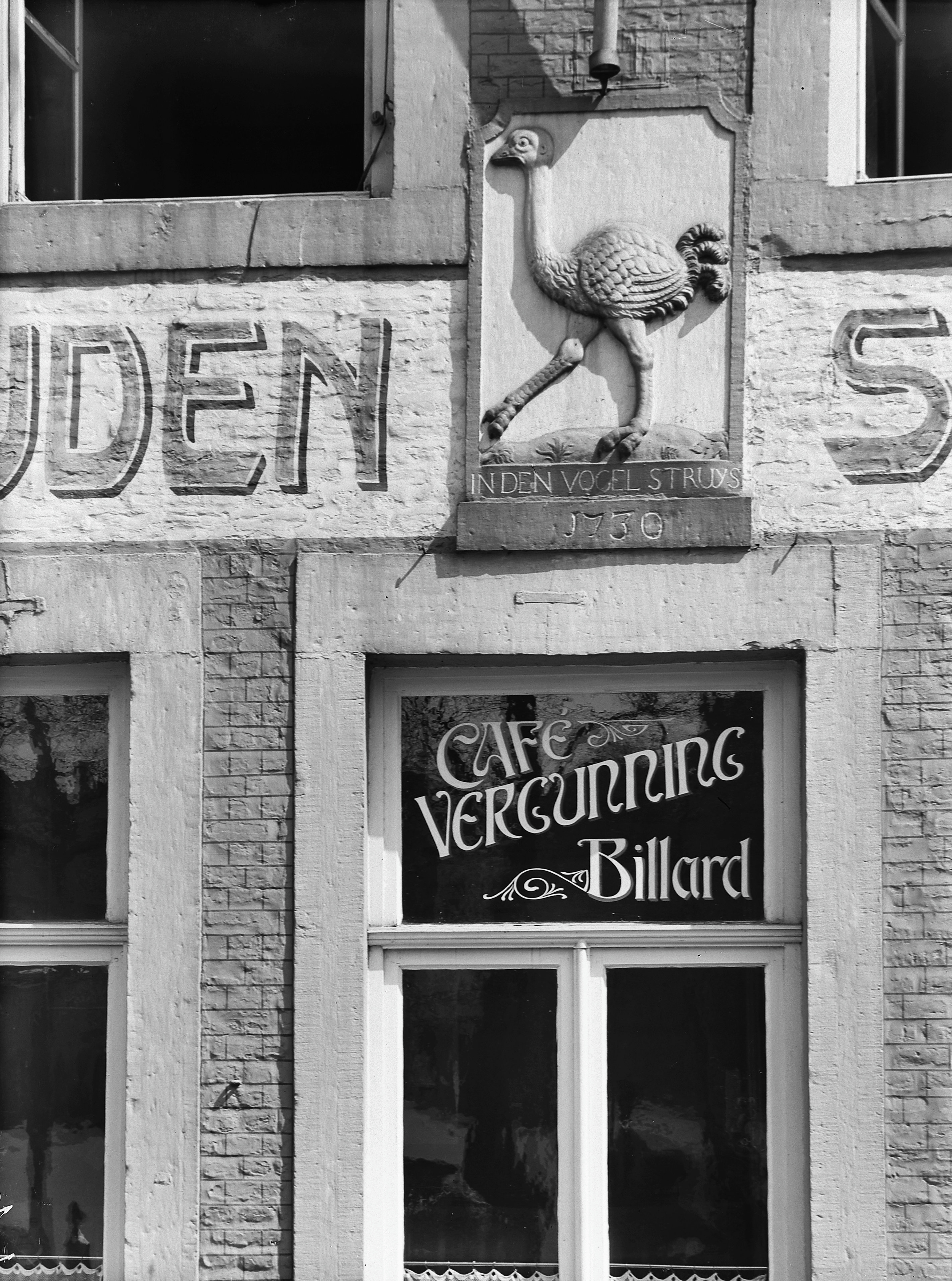
Geveldetail, 1917
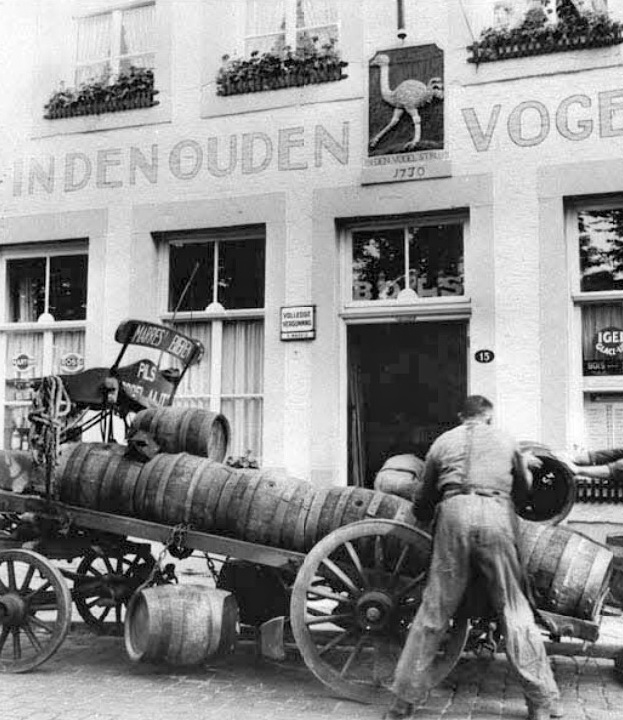
Bierwagen van brouwerij Marres, ca. 1945-50
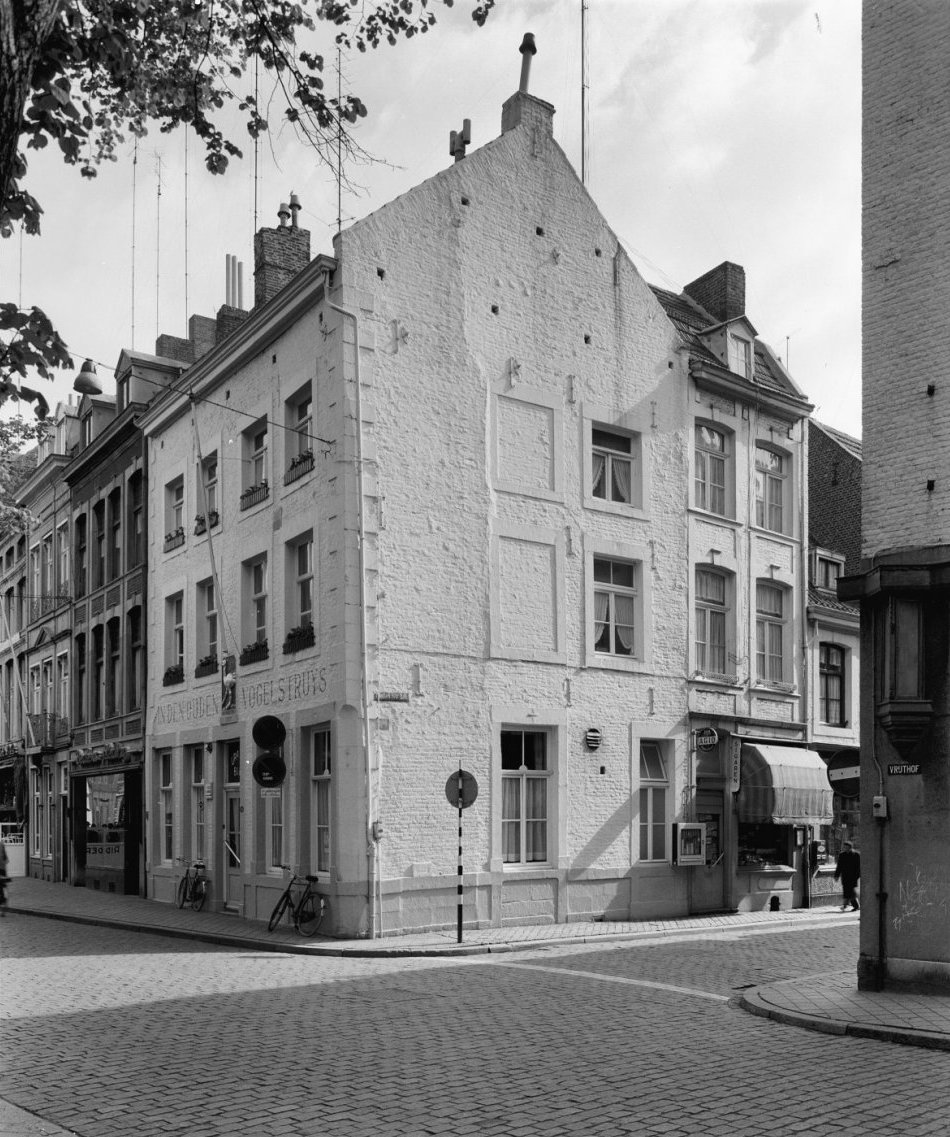
Het pand in 1962
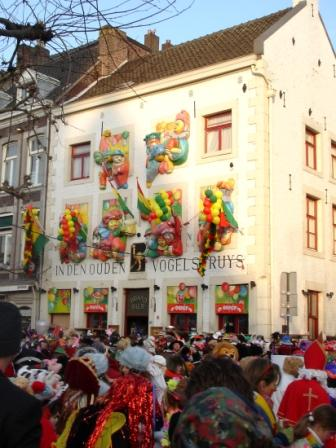
Tijdens carnaval, 2006

## Beschrijving

### Architectuur
De lijstgevel aan de Vrijthofzijde is in 1730 opgetrokken in traditionele Maaslandse renaissancestijl in baksteen met brede, hardstenen vensteromlijstingen. Op de begane grond zijn de vensteromlijstingen aan de onderkant doorgetrokken en met elkaar verbonden. Boven de deur werd een gevelsteen van een struisvogel ingemetseld met onderschrift "IN DEN VOGEL STRUYS" en jaartal "1730". Vermoedelijk werden de oorspronkelijke kruiskozijnen vermoedelijk in de tweede helft van de achttiende eeuw vervangen door houten kozijnen, die meer licht toelieten. Mogelijk werd de gevel toen al wit geschilderd. De hoek is op de begane grond iets afgeschuind om beschadigingen door wagens en koetsen te voorkomen. Onder het meest rechtse raam op de tweede verdieping bevindt zich een kogel, met het jaartal 1673 (beleg door Lodewijk XIV), wat echter niet overeenstemt met de verstening van de gevel in 1730.

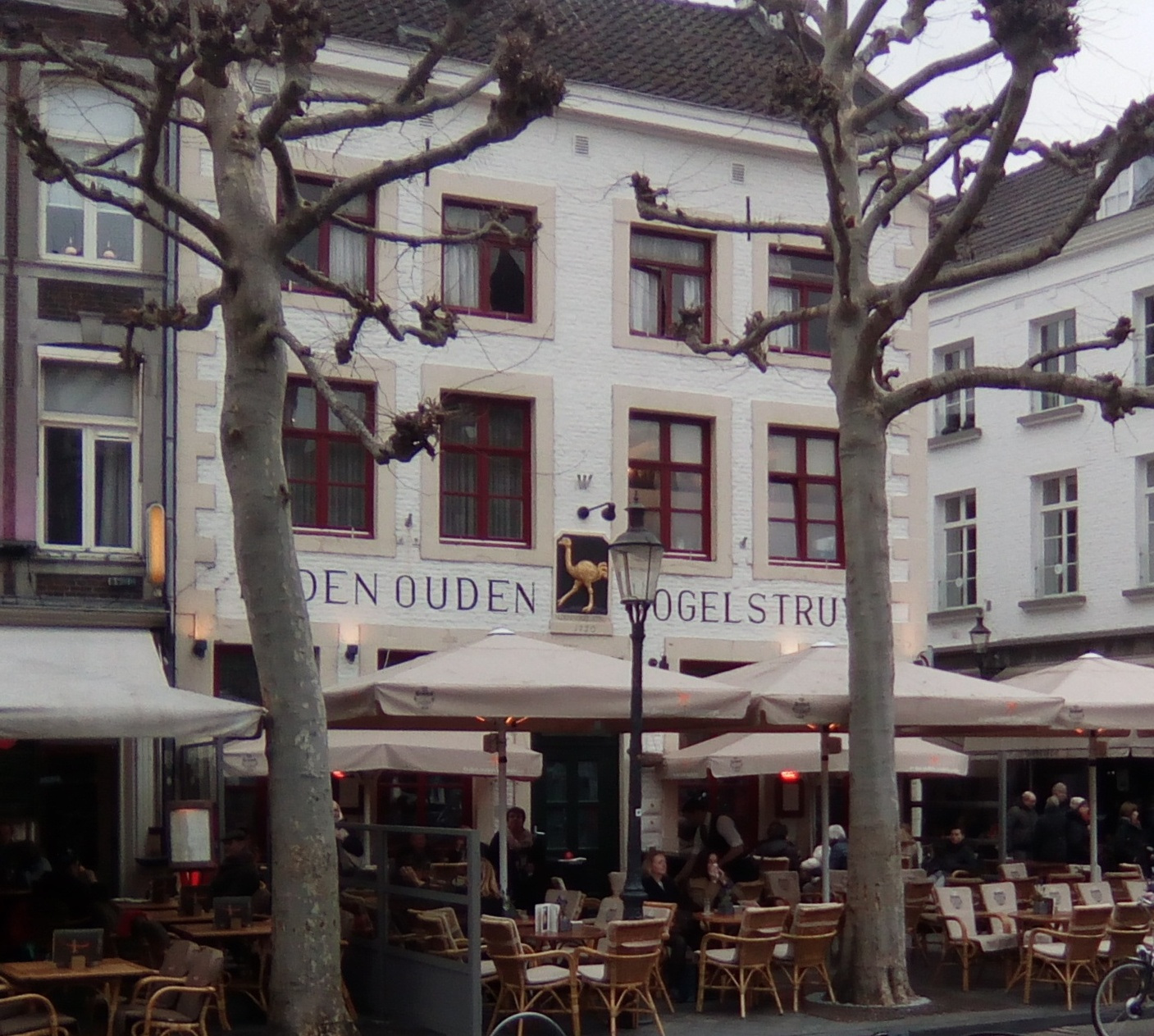
Vrijthofgevel en terras
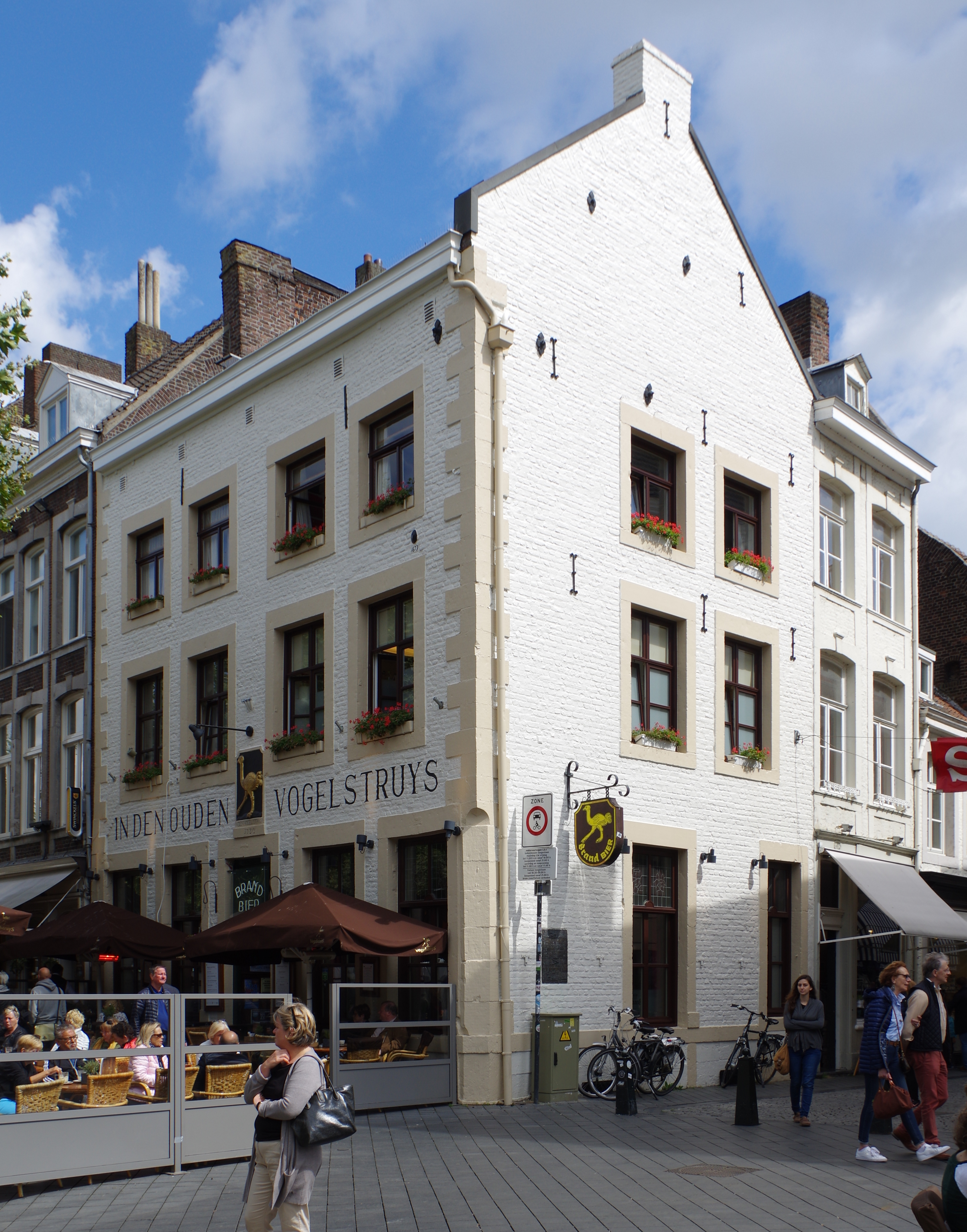
West- en zuidgevel
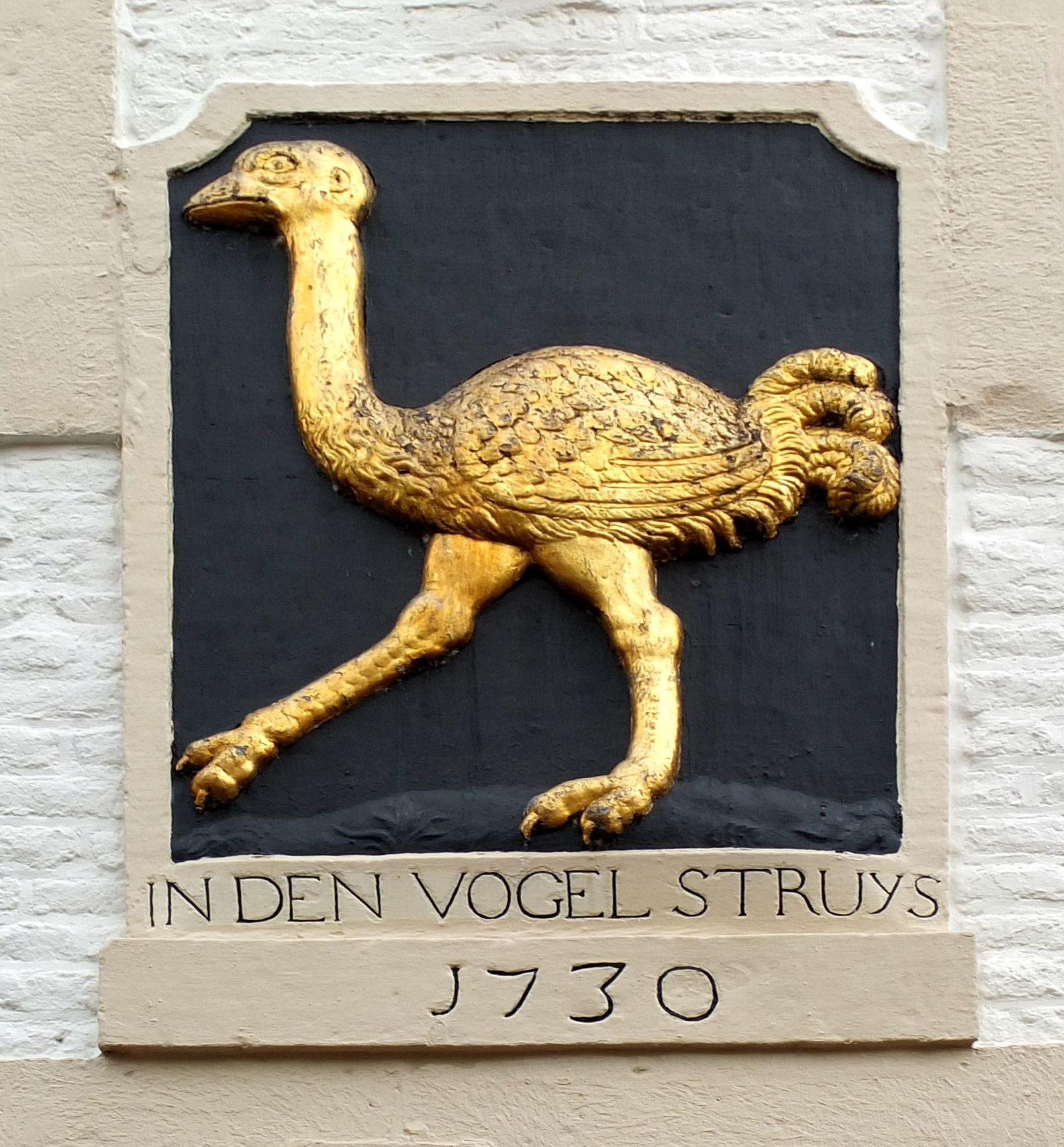
Gevelsteen uit 1730
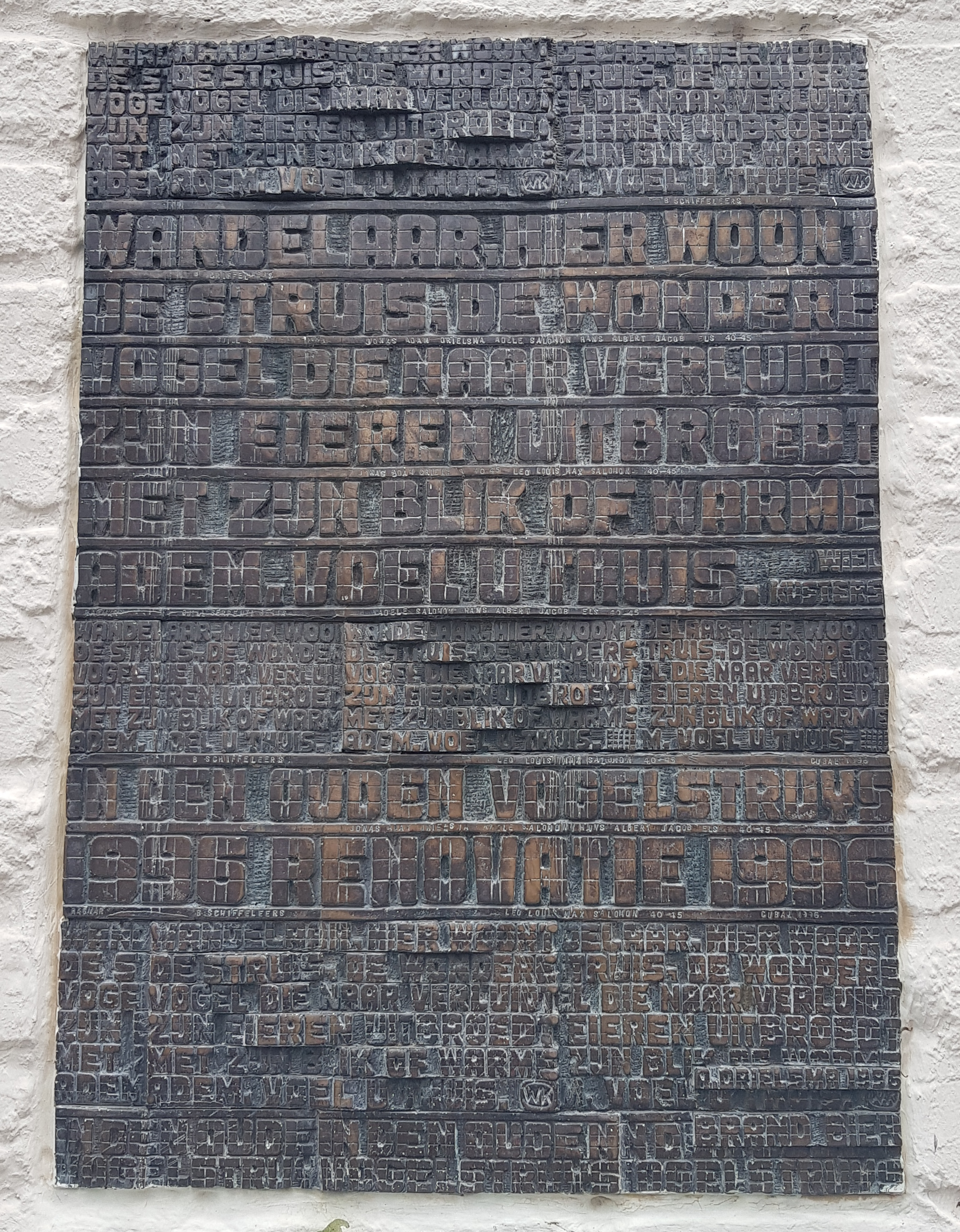
Reliëf Appie Drielsma uit 1996

### Interieur
Het interieur van In den Oude Vogelstruys is ingericht als een typisch Maastrichts bruin café met een enigszins nostalgische sfeer. Een serie portrettekeningen van Maastrichtse stadstypes van Frans Vos (1924-1964) siert al vele jaren de wanden. De 60 m² groteschildering Karneval in Mestreech van Chrit Rousseau dateert uit 1988, maar is alleen tijdens het carnaval te zien.
Omdat in 1730 alleen de buitenmuren zijn vernieuwd, is het houtbouwskelet van het door De Grave en Klotz getekende zeventiende-eeuwse huis waarschijnlijk nog bewaard. Onder het pand bevinden zich twee gewelfde kelders van baksteen en daaronder nog een kelder van mergelblokken. Die laatste is wellicht een overblijfsel van het middeleeuwse pand.

## Varia

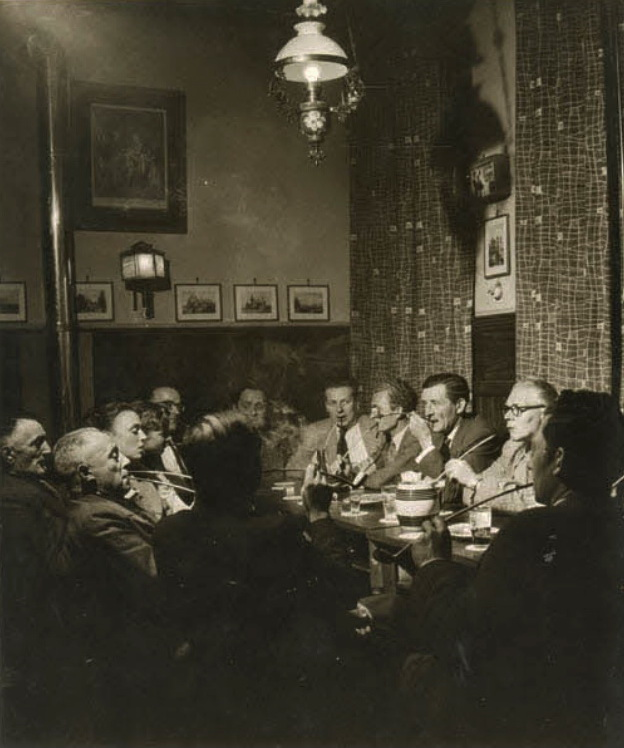
"De Piepeköpkes", ca. 1955

- De herkomst van de naam "In den Vogel Struys" is niet bekend. Geopperd is dat er een relatie zou bestaan met de in de schatkamer van de Sint-Servaasbasiliek als reliekhouders bewaarde struisvogeleieren, maar daarvoor is geen bewijs voorhanden.[25]
- De veelgehoorde bewering dat de Vogelstruys het oudste café van Maastricht is, wordt niet ondersteund door historisch bewijs. De oudste vermelding van een café op deze locatie dateert uit de negentiende eeuw.[12]
- In de jaren 1950 was de pijprokersclub "de Piepeköpkes" in het café gevestigd. Men rookte ouderwetse, lange kleipijpen van het type gouwenaar. De bedoeling was om zo lang mogelijk van de pijp te genieten zonder dat deze uitging. Kampioene was Joke van de Maagdenberg, echtgenote van de toenmalige eigenaar.[26]
- De benaming "hoeskamer vaan Mestreech" (huiskamer van Maastricht) werd, voor zover bekend, in 1972 door burgemeester Baeten voor het eerst gebezigd, echter niet voor de Vogelstruys, maar voor het Vrijthof. Het café eigende zich het epitaaf daarna toe.[27]